# Multitude (álbum)
Multitude es el tercer álbum de estudio del músico belga Stromae. Mosaert lo lanzó al mercado el 4 de marzo de 2022. Es su primer álbum de estudio luego de su pausa y desde Racine carrée en 2013. El primer sencillo, «Santé», se lanzó el 15 de octubre de 2021. Multitude también incluye varios estilos musicales de diferentes culturas, como se ve en «Santé» y «L'enfer». Durante una entrevista con TF1, afirmó que su álbum recibió influencias de los frecuentes viajes que hacían él y su madre.

## Antecedentes
Después de tomarse un descanso de su carrera musical, en diciembre de 2021, se anunció que el álbum saldría a la venta el 4 de marzo de 2022. Se trata del primer álbum de estudio del artista desde Racine carrée  en 2013. El cual es el tercer álbum de estudio de Stromae. 
El primer sencillo, «Santé», se publicó el 15 de octubre de 2021. Con éste, Stromae se presentó en el programa estadounidense The Tonight Show Starring Jimmy Fallon. Multitude también incluye varios estilos musicales de diferentes culturas, como se ve en «Santé» y «L'enfer». Para su última pista, en la escritura colaboró Orelsan, un destacado rapero francés.

## Promoción

### Sencillos
Multitude ha producido cinco sencillos, el primero «Santé» se lanzó el 15 de octubre de 2021, acompañado de un vídeo musical centrado principalmente en las actividades de muchos trabajadores, el segundo, «L'enfer», se estrenó el 9 de enero de 2022 tras interpretarla en directo durante una entrevista en TF1. Pocos días después se difundió un videoclip.
El 4 de marzo de 2022 se publicó «Fils de joie», como el tercer sencillo del álbum. En el clip, rodado en el Parque del Cincuentenario de Bruselas, Stromae es el Jefe de Estado de un país imaginario que organiza el funeral de una prostituta muerta. «Mon amour» se publicó el 27 de julio de 2022 en una versión inédita, a dúo con la cantante Camila Cabello y acompañada de un vídeo inspirado en el mundo de los realities. En menos de veinticuatro horas, el vídeo superó el millón de visitas.«La solassitude» se anunció como quinto sencillo del álbum el 18 de noviembre de 2022. Stromae interpretó la canción en los NRJ Music Awards esa misma noche, en directo desde Vancouver.

## Recepción

### Crítica
El álbum ha recibido críticas positivas de la prensa especializada. Por ejemplo, en el sitio recopilador de reseñas Metacritic, tiene una puntuación media de 85 sobre 100 basada en cinco críticas. Según la revista Clash, Multitude es el regreso perfecto para un talento musical «tan grande», ya que no sólo sirve para recordar su talento innovador, sino que también pone de relieve hasta qué punto su paisaje sonoro y su forma de contar historias se han enriquecido durante su pausa. Ali Shatler, de NME, señala que la voz del artista es tan flexible como los «espasmódicos paisajes sonoros», y que todo el álbum es una «escucha fascinante que sorprende constantemente». El crítico de Quietus Jeremy Allen escribió que el tercer álbum de Stromae puede que no repita las maravillas económicas del segundo, pero es una poderosa adición al canon del artista y un «maravilloso regalo al mundo».

### Comercial
El álbum alcanzó el número 1 de la lista Top Albums en su primera semana de lanzamiento, al vender 81 000 copias. También debutó en el número uno en Bélgica, Países Bajos, Francia y Suiza. Dos semanas después de su lanzamiento, el álbum obtuvo el certificado de platino con más de 100 000 ventas.
| Lista (2022)                            | Mejor posición |
| --------------------------------------- | -------------- |
| Austria (Ö3 Austria)                    | 2              |
| Bélgica (Ultratop flamenca)             | 1              |
| Bélgica (Ultratop valona)               | 1              |
| Canadá (Billboard Canadian Albums)      | 4              |
| Dinamarca (Hitlisten)                   | 8              |
| Países Bajos (Album Top 100)            | 1              |
| Francia (SNEP)                          | 1              |
| Alemania (Offizielle Top 100)           | 4              |
| Hungría (MAHASZ)                        | 27             |
| Islandia (Plötutíðindi)                 | 33             |
| Irlanda (IRMA)                          | 89             |
| Italia (FIMI)                           | 10             |
| Lituania (AGATA)                        | 32             |
| Escocia (Scottish Albums Chart)         | 49             |
| España (PROMUSICAE)                     | 6              |
| Suecia (Sverigetopplistan)              | 59             |
| Suiza (Schweizer Hitparade)             | 1              |
| Suiza (GfK Romandy)                     | 1              |
| Reino Unido (UK Albums Chart)           | 94             |
| Estados Unidos (Top Heatseekers Albums) | 2              |
| Estados Unidos (World Albums)           | 1              |

### Certificaciones
| País                                                                 | Certificación | Ventas  |
| -------------------------------------------------------------------- | ------------- | ------- |
| Francia (SNEP)                                                       | 3× Platino    | 300,000 |
| Todo el mundo                                                        |               | 870,000 |
| x cifras no especificadas sobre base de la certificación por sí sola |               |         |

## Lista de canciones
| Multitude |                        |                                            |                |          |  |
| N.º       | Título                 | Música                                     | Escritor(es)   | Duración |  |
| 1.        | «Invaincu»             | Paul van Haver                             | Paul van Haver | 2:05     |  |
| 2.        | «Santé»                | Paul van Haver, Moon Willis, Juanpaio Toch | Paul van Haver | 3:11     |  |
| 3.        | «La solassitude»       | Paul van Haver                             | Paul van Haver | 3:02     |  |
| 4.        | «Fils de joie»         | Paul van Haver                             | Paul van Haver | 3:15     |  |
| 5.        | «L'enfer»              | Paul van Haver                             | Paul van Haver | 3:09     |  |
| 6.        | «C'est que du bonheur» | Paul van Haver, Willis                     | Paul van Haver | 2:42     |  |
| 7.        | «Pas vraiment»         | Paul van Haver, Selman Faris               | Paul van Haver | 2:42     |  |
| 8.        | «Riez»                 | Paul van Haver                             | Paul van Haver | 3:21     |  |
| 9.        | «Mon amour»            | Paul van Haver, Luc Van Haver              | Paul van Haver | 2:52     |  |
| 10.       | «Déclaration»          | Paul van Haver                             | Paul van Haver | 3:04     |  |
| 11.       | «Mauvaise journée»     | Paul van Haver                             | Paul van Haver | 3:07     |  |
| 12.       | «Bonne journée»        | Paul van Haver, Luc Van Haver, Orelsan     | Paul van Haver | 3:12     |  |
| 35:42     |                        |                                            |                |          |  |